# Reprezentacja Minorki w piłce nożnej mężczyzn
Reprezentacja Minorki w piłce nożnej – zespół piłkarski, reprezentujący hiszpańską wyspę - Minorkę. Drużyna nie należy do FIFA ani UEFA, należy zaś do IIGA

## Mecze drużyny
| Data            | Miejsce         |         | Przeciwnik         | Wynik |
| --------------- | --------------- | ------- | ------------------ | ----- |
| 3 lipca 2009    | Wyspy Alandzkie | Minorka | Hebrydy Zewnętrzne | 4 - 1 |
| 30 czerwca 2009 | Wyspy Alandzkie | Minorka | Wyspy Alandzkie    | 1 - 1 |
| 29 czerwca 2009 | Wyspy Alandzkie | Minorka | Grenlandia         | 6 - 0 |
| 28 czerwca 2009 | Wyspy Alandzkie | Minorka | Szetlandy          | 2 - 2 |
| 5 lipca 2007    | Rodos           | Minorka | Sarema             | 4 - 1 |
| 4 lipca 2007    | Rodos           | Minorka | Anglesey           | 6 - 1 |
| 2 lipca 2007    | Rodos           | Minorka | Gibraltar          | 1 - 2 |
| 30 czerwca 2007 | Rodos           | Minorka | Jersey             | 0 - 1 |

## Osiągnięcia drużyny
- 9. miejsce na Island Games 2007.

## Kadra 2009[1]
- (GK) Antonio Florit (CE Alaior)
- Francisco Goñalons (PE Ciutadella)
- Josep Fàbregas (CE Mercadal)
- Pedro Prats (Atlètic de Ciutadella)
- Jonathan Haro (CF Sporting Mahonés)
- Xavier Cardona	(CF Norteño)
- Vicente Gomila (Atlètic de Ciutadella)
- John Stevenson	 (UD Mahón)
- Samuel Lluch (CF Norteño)
- Gabriel Mercadal (CE Mercadal)
- Bartolomé Villalonga 	(CE Menorca)
- Jordi Coll (CE Alaior)
- José Medina (UD Mahón)
- Miguel Pons (UD Mahón)
- Jordi Caules (CF Sporting Mahonés)
- Alejandro Pallicer (CE Mercadal)
- Jesús Sastre 	(CF Norteño)
- Josep Pons (CE Ferreries)
- Santiago Martí (CE Alaior)